# 神戸市電湊川線
湊川線（みなとがわせん）は、かつて神戸市の湊川公園西口停留場 - 新開地停留場間を結んでいた神戸市電の軌道路線である。山手・上沢線との分岐点から湊川公園西口停留場の間は山手・上沢線との重複区間であった。

## 沿革
- 1922年（大正11年）7月12日：湊川公園西口停留場 - 新開地停留場間（0.503km）が開業。
- 1963年（昭和38年） - 1965年（昭和40年）頃：湊川公園停留場を廃止。
- 1968年（昭和43年）4月21日：湊川公園西口停留場 - 新開地停留場間の廃止により全線廃止。

## 駅一覧
- 1962年（昭和37年）7月当時。
- 背景色がグレーの駅は廃止・休止駅。

| 停留場名     | 読み                       | 接続路線     | 廃止日            |
| ------------ | -------------------------- | ------------ | ----------------- |
| 湊川公園西口 | みなとがわこうえんにしぐち | 山手・上沢線 | 1968年4月21日     |
| 湊川公園     | みなとがわこうえん         |              | 1963年 - 1965年頃 |
| 新開地       | しんかいち                 | 栄町本線     | 1968年4月21日     |

## 通過系統
- 1962年（昭和37年）7月当時。

| 系統   | 直通路線     | 通過区間              | 直通路線     | 備考               |
| ------ | ------------ | --------------------- | ------------ | ------------------ |
| 9系統  | 山手・上沢線 | 湊川公園西口 - 新開地 | 栄町本線     |                    |
| 12系統 | 山手・上沢線 | 湊川公園西口 - 新開地 | 栄町本線     | 循環系統、南行のみ |
| 13系統 | 栄町本線     | 新開地 - 湊川公園西口 | 山手・上沢線 | 循環系統、北行のみ |